# Ґославиці (Куявсько-Поморське воєводство)
Ґославиці (пол. Gosławice) — село в Польщі, у гміні Закшево Александровського повіту Куявсько-Поморського воєводства.
Населення — 51 особа (2011).
У 1975-1998 роках село належало до Влоцлавського воєводства.

## Демографія
Демографічна структура станом на 31 березня 2011 року:
|          | Загалом | Допрацездатний вік | Працездатний вік | Постпрацездатний вік |
| -------- | ------- | ------------------ | ---------------- | -------------------- |
| Чоловіки | 26      | 5                  | 16               | 5                    |
| Жінки    | 25      | 6                  | 13               | 6                    |
| Разом    | 51      | 11                 | 29               | 11                   |